# بيان فينويك
بيان فينويك (بالإنجليزية: Bayan Fenwick)‏ هو لاعب كرة قدم بريطاني في مركز الهجوم، ولد في 16 نوفمبر 1993 في إيستبورن في المملكة المتحدة. لعب مع نادي توركي يونايتد.

## وصلات خارجية
- بيان فينويك على موقع قاعدة بيانات كرة القدم.إي يو (الإنجليزية)
- بيان فينويك على موقع Soccerway.com (الإنجليزية)